# Ванчинбалын Гуларанс
Ва́нчинбалын Гу́ларанс (монг. Ванчинбалын Гуларанс; также Гу́лранса; 1820—1851) — внутреннемонгольский переводчик и поэт, старший брат В. Инжиннаша.

## Биография
Гуларанс родился в 1820 году первенцем в семье туслагч-тайджи Ванчинбала в хошуне Тумэд-Юици чуулгана Джосоту во Внутренней Монголии (ныне это земли городского уезда Бэйпяо в городском округе Чаоян провинции Ляонин). Воспитываясь в образованной аристократической семье, с детства выучился старомонгольскому письму и китайскому языку; читал исторические произведения и сказания, пробовал себя в переводах популярных китайских сочинений.
Перевод китайского романа эпохи Сун, «Шуй ху жуань» (монг. Хүйтэн уулын бичиг — «Писание о холодной горе»), посвящённого антифеодальному крестьянскому восстанию, Гуларанс сделал лишь наполовину через три года работы; этот перевод был доведён до конца его сыном Сунвэйданзуем.
После смерти отца в 1843 году Гуларанс унаследовал титул туслагч-тайджи и поступил на маньчжурскую службу. В 1851 году в возрасте 31 года скончался.

## Творчество
Хотя большую часть своей жизни Гуларанс отдал переводам с китайского, центральное место в его творчестве занимают несколько десятков созданных им стихотворений. В них Гуларанс живо откликался на текущие события в стране и в обществе; так, когда в 1841 году после начала Первой Опиумной войны маньчжурское правительство призвало на войну хошунное войско во главе с отцом, Гуларанс написал посвящённое ему стихотворение «Возвращайся, победив захватчиков» (монг. Түрэмгийлэгчдийг дараад ирнэ үү), где выразил пожелание скорейшего окончания войны. В той же манере им был написан ряд стихотворений (Энх төвшин, Мөрөөдөл, Цэргийн хүрээ санагдмой, Түргэнээ төвшрөхийг хүснэ, Сүрхий муухай амьтад, Цагаан хэрэм, Улсын төлөө, Өрөөсөн болжмор), выражающих патриотические настроения и мысли об обретении независимости от маньчжуров.

## Издания
- Гуларанс. Шүй хоог монголчлов. Боть I. — Улаанбаатар, МУЗД, 1995. — х. 140